# Ned Beatty
Ned Thomas Beatty (Louisville, Kentucky, 6 de julho de 1937 – 13 de junho de 2021) foi um ator americano que atuou em mais de cem filmes.
Durante sua carreira, Beatty trabalhou com diversos atores conhecidos, os quais fizeram com que se tornasse reconhecido em quase todos os filmes que atuou, incluindo Jon Voight e Burt Reynolds em Amargo Pesadelo, Robert Redford e o Dustin Hoffman no filme baseado sobre a história do escândalo de Watergate Todos os Homens do Presidente, duas vezes com  Tom Hanks no filme baseado na vida do deputado norte-americano Charlie Wilson em Jogos do Poder e na animação de computação gráfica Toy Story 3,  Johnny Depp em outra animação chamada Rango, o aposentado Gene Hackman e o morto Christopher Reeve em Superman e Superman II, e assim por diante.

## Biografia
Beatty nasceu em 6 de julho de 1937, em Louisville, Kentucky e é filho de Margaret Fortney e Charles William Beatty. Antes de Beatty se tornar um ator, em 1947, ele começou a cantar , nos quartetos da barbearia, em St. Matthews, Kentucky, assim como em sua igreja local, recebendo uma bolsa para cantar no coro a cappella na Universidade de Transilvânia, em Lexington, Kentucky, o qual ele atendeu, mas não de pós-graduação.
Em 1956, ele fez sua estreia nos palcos aos dezenove anos, aparecendo em Wilderness Road, um espetáculo ao ar livre-histórico localizado em Berea, Kentucky e trabalhou na área de Louisville e meados da década de 1960, no Pequeno Teatro de Clarksville (IN) e do recém-fundada atores do teatro de Louisville. Seu tempo no último incluído uma corrida como Willy Loman, em Death of a Salesman, de Arthur Miller, em 1966.

## Carreira

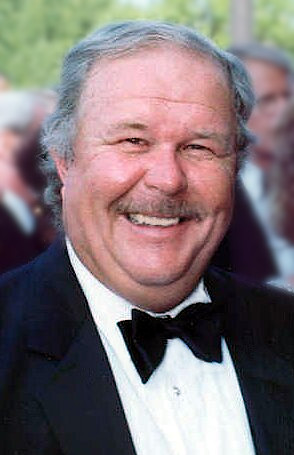
Beatty em 1990

O primeiro filme que Beatty trabalhou foi um suspense entre quatro amigos que viajavam pelo rio através de uma canoa chamado Amargo Pesadelo (1972), sendo que uma de suas cenas memoráveis é quando um homem da montanha o humilha, fazendo ele ficar quase pelado e também fazendo ele imitar um barulho de porco. Também participou do filme Nashville (1975) dirigido por Robert Altman, onde interpretou um advogado de Tennessee chamado Delbert Reese e também teve uma pequena participação no filme Todos os Homens do Presidente (1976), baseado sobre a história do escândalo de Watergate.
Um de seus filmes conhecidos que fez Beatty concorrer uma indicação ao Óscar da Academia de melhor ator coadjuvante foi pelo papel do Arthur Jensen no filme Rede de Intrigas (1976), ao lado de Peter Finch, Faye Dunaway e Beatrice Straight, que foram varridos pelas suas performances no filme. Mais tarde, foi convidado pelo diretor Richard Donner para interpretar o ajudante incompetente e atrapalhado do Lex Luthor, Otis em Superman (1978), tendo uma continuação em 1980 Superman II, onde mostrou o Otis sendo abandonado pelo Luthor na prisão, após se recusar a levá-lo com ele por causa do seu peso, que fez com que o balão de ar quente descesse.
Beatty continuou sua carreira e teve sua segunda indicação, dessa vez para um prêmio Emmy pela minissérie de televisão chamada Friendly Fire (1979), também tendo sua terceira indicação para o Emmy pela outra minissérie de Last Train Home (1990). Teve também sua quarta indicação para um Globo de Ouro para melhor ator coadjuvante pelo papel do músico irlandês Josef Locke em Escutem Minha Canção (1991).
Durante a era moderna, Beatty trabalhou em diversos projetos, incluindo o suspense do diretor Arne Glimcher Justa Causa (1995), ao lado de Sean Connery e Laurence Fishburne, a comédia A Fortuna de Cookie (1999), com Chris O'Donnell, Liv Tyler, Glenn Close e Julianne Moore e Até que a Fuga os Separe (1999) com Eddie Murphy e Martin Lawrence, o filme de ação Atirador (2007), com Mark Wahlberg e assim por diante. Voltou a concorrer para um prêmio somente em 2010, quando sua performance no papel de Lotso lhe deu sua quinta indicação para um MTV Movie Award de melhor vilão no Toy Story 3.
Seu último filme foi Voando para o Amor (2013). Em 2014 o ator se aposentou.

## Cônjuge
Antes de Beatty se tornar um ator, ele se casou com a Walta Chandler em 1959, e com isso teve quatro filhos: Douglas Beatty, Charles Beatty, Lennis Beatty e Walter Beatty. O casal se divorciou em 1968. Em 1971, Beatty conheceu sua segunda esposa, a atriz Belinda Rowley e teve mais dois filhos: John Beatty e Blossom Beatty, e se divorciaram em 1979.
Em 28 de junho de 1979, Beatty se casou pela terceira vez com a Dorothy Adams "Tinker" Lindsey, e teve mais dois filhos: Thomas Beatty em 1980 e Dorothy Beatty em 1983, e se divorciaram em março de 1998. Em 1999, casou-se com a Sandra Johnson, o qual residiu na Califórnia e também manteve uma residência em Karlstad, Minnesota, cidade natal de sua esposa.

## Morte
Beatty morreu em 13 de junho de 2021, aos 83 anos de idade.

## Filmografia parcial
- Deliverance (1972) (br: Amargo Pesadelo)
- The Life and Times of Judge Roy Bean (1972) (br: Roy Bean - O Homem da Lei)
- The Thief Who Came to Dinner (1973)
- The Last American Hero (1973)
- White Lightning (1973)
- The Execution of Private Slovik (1974)
- W.W. and the Dixie Dancekings (1975)
- Nashville (1975)
- All the President's Men (1976) (br: Todos os Homens do Presidente)
- Network (1976) (br: Rede de Intrigas)
- Silver Streak (1976) (br: O Expresso de Chicago)
- Mikey and Nicky (1976)
- Exorcist II: The Heretic (1977) (br: Exorcista II - O Herege)
- A Question of Love (1978; telefilme)
- Gray Lady Down (1978)
- Superman (1978) (br: Superman - O Filme)
- Wise Blood (1979)
- 1941 (1979) (br: 1941 - Uma Guerra Muito Louca)
- Superman II (1980)
- Hopscotch (1980) (br: O Espião Trapalhão)
- The Incredible Shrinking Woman (1981) (br: A Incrível Mulher Que Encolheu)
- The Toy (1982) (br: O Brinquedo)
- Stroker Ace (1983) (br: O Imbatível)
- Restless Natives (1985)
- Back to School (1986) (br: De Volta às Aulas)
- The Big Easy (1987) (br: Acerto de Contas)
- The Fourth Protocol (1987) (br: O 4º Protocolo)
- Shadows in the Storm (1988)
- Switching Channels (1988) (br: Troca de Maridos)
- Purple People Eater (1988)
- Chattahoochee (1989)
- Going Under (1990) (br: Lunáticos do Mar)
- Capitain America (1990) (br: Capitão América)
- Repossessed (1990) (br: A Repossuída)
- Hear My Song (1991) (br: Escute Minha Canção)
- Prelude to a Kiss (1992) (br: Por Trás Daquele Beijo)
- Rudy (1993)
- Replikator (1994)
- Radioland Murders (1994) (br: Assassinatos na Rádio WBN)
- Just Cause (1995) (br: Justa Causa)
- He Got Game (1998)
- Cookie's Fortune (1999) (br: A Fortuna de Cookie)
- Life (1999) (br: Até Que a Fuga os Separe)
- Spring Forward (1999)
- Homicide: The Movie (2000)
- Thunderpants (2002) (br: Pum - Emissão Impossível)
- Where the Red Fern Grows (2003)
- The Wool Cap (2004) (br: O Anjo da Guarda)
- Sweet Land (2005) (br: O Verdadeiro Amor)
- Charlie Wilson's War (2007) (br: Jogos do Poder)
- Shooter (2007) (br: Atirador)
- The Walker (2007) (br: O Acompanhante)
- In the Electric Mist (2009) (br: Às Margens de um Crime)
- The Killer Inside Me (2010) (br: O Assassino em Mim)
- Toy Story 3 (2010) voz (Lotso)
- Rango (2011) voz (Tortise John)
- Rampart (2011) (br: Rampart - O Renegado)

## Indicações e prêmios imporantes
- Foi indicado para o Óscar da Academia de melhor ator coadjuvante pelo filme Rede de Intrigas (1976)
- Foi indicado duas vezes para o prêmio Emmy de melhor ator de minissérie na televisão pelas séries Friendly Fire (1979) e Last Train Home (1990)
- Foi indicado para um Globo de Ouro para melhor ator coadjuvante pelo papel do músico irlandês Josef Locke em Escutem Minha Canção (1991)
- Foi indicado para um MTV Movie Award para melhor vilão em Toy Story 3 (2010)